# عن يهود مصر (فلم)
عن يهود مصر (والعنوان بالإنجليزية Jews of Egypt) هو فيلم وثائقي مصري انتج عام 2012 ومن إخراج أمير رمسيس، وهذا الفيلم يوثق تاريخ اليهود في مصر ويتضمن الفيلم تصوير أبرز معالم اليهود في القاهرة والإسكندرية، وشهادات لبعض أبناء الجالية اليهودية الباقين في مصر حتى الآن 
اشترك الفيلم في المسابقة الرسمية في مهرجان أفلام بالم سبرينغز (فلوريدا، الولايات المتحدة) وفي روتردام (هولندا) ويعرض في عدة مهرجانات أخرى للأفلام ومنها مهرجانات مونتريال (كيبيك، كندا)، وهامبورغ (ألمانيا) ومالمو (السويد)، ومهرجان الإسماعيلية (مصر).

## وصلات خارجية
- مقالات تستعمل روابط فنية بلا صلة مع ويكي بيانات
- عن يهود مصر (بالإنجليزية)
- "بيان من أسرة فيلم عن يهود مصر." (بالعربية) ( نسخة محفوظة 18 يوليو 2013 على موقع واي باك مشين.)
- "مخرج فيلم "عن يهود مصر«: نقدم صورة للهوية المصرية.» ( نسخة محفوظة 18 أبريل 2013 على موقع واي باك مشين.) سي إن إن العربية. الأحد، 24 آذار/مارس 2013.